# ケンカ番長
『ケンカ番長』（ケンカばんちょう）は、宮村優子の1枚目のアルバム。1996年6月21日、ビクターエンタテインメントより発売。

## 解説
- 宮村の歌手デビュー後初となるアルバム。作詞陣に會川昇、川崎ヒロユキ、あかほりさとるなどと言った脚本家や、作曲にサザンオールスターズのベーシスト・関口和之や音楽家の田中公平などが参加。また宮村本人も「みやむらゆうこ」名義で作詞に参加している。

- デビュー曲でラジオドラマ「ぼくのマリー」主題歌「恋をするなら」や、同作品のサウンドトラックに収録された「ゾンビーぞうさん」（「恋をするなら」の替え歌）、宮村が戦隊ものが好きなことから生まれたオリジナル特撮ドラマ「根性戦隊ガッツマン」などを収録。今作より先行してリリースされた「ENDLESS PARTY（歌：宮村優子 with 岩田光央）」は未収録だが、カップリングの「HELLO, STRANGE DAYS」は収録されている。

## 収録曲
| #         | タイトル                                      | 作詞           | 作曲                                  | 編曲       | 時間  |
| --------- | --------------------------------------------- | -------------- | ------------------------------------- | ---------- | ----- |
| 1.        | 「The song for Girl」                         | SHO AIKAWA     | 桐生千弘                              | 桐生千弘   | 4:01  |
| 2.        | 「こどものうた」                              | みやむらゆうこ | 長谷部徹                              | 長谷部徹   | 4:21  |
| 3.        | 「ゾンビーぞうさん」                          | みやむらゆうこ | 関口和之（from サザンオールスターズ） | 髙浪敬太郎 | 3:53  |
| 4.        | 「いいでしょ 夢で」                           | 泉水敏郎       | 保刈久明                              | 保刈久明   | 3:00  |
| 5.        | 「ドラマ：根性戦隊ガッツマン 第186話」        |                |                                       |            | 4:19  |
| 6.        | 「根性戦隊ガッツマン」                        | 川崎ヒロユキ   | 田中公平                              | 田中公平   | 4:10  |
| 7.        | 「MINE」                                      | 及川眠子       | 長谷部徹                              | 長谷部徹   | 3:54  |
| 8.        | 「か・い・け・つ みやむーちゃん」             | あかほりさとる | 保刈久明                              | 保刈久明   | 4:20  |
| 9.        | 「bliss of life～人生における精神的な至福～」 | みやむらゆうこ | 保刈久明                              | 保刈久明   | 4:17  |
| 10.       | 「恋をするなら（New Version）」               | 青島雪男       | 関口和之（from サザンオールスターズ） | 髙浪敬太郎 | 3:47  |
| 11.       | 「HELLO, STRANGE DAYS」                       | 青島雪男       | 関口和之（from サザンオールスターズ） | 保刈久明   | 4:36  |
| 12.       | 「おやすみなさい。」                          | みやむらゆうこ | 新居昭乃                              | 新居昭乃   | 1:56  |
| 合計時間: | 合計時間:                                     | 合計時間:      | 合計時間:                             | 合計時間:  | 46:34 |

## 参加ミュージシャン
| The song for Girl - Drums：大久保敦夫 - E.Bass：惠美直也 - Guitars：土方隆行 - Keyboards：桐生千弘 - Synthesizer Manipulator：堀川清志 - Background Vocal＆Chorus：桐生千弘・宮村優子 こどものうた - Synthesizer Manipulator：伯耆弘徳 - Accordion：風間文彦 - Other Instruments：長谷部徹 ソンビーぞうさん - Synthesizer Programming＆Keyboards：髙浪敬太郎 - Synthesizer Operator：坂元俊介 - Guitars：斎藤誠 - Cello：四家卯大 - Background Vocal＆Chorus：前田康美・酒井利衣子 いいでしょ 夢で - Drums：宮田繁男 - E.Bass：渡辺等 - Guitars：保刈久明 - Synthesizer Operator：坂元俊介 - Background Vocal：宮村優子・新居昭乃 - Chorus：新居昭乃 ドラマ：根性戦隊ガッツマン 第186話 - 原作：宮村優子 - 脚本：三陽五郎 - 音響効果：三間雅文・小山健二 [出演] - ガッツレッド：宮村優子 - ガッツブルー：田中公平 - ガッツイエロー／怪人テンライン：岩田光央 - ガッツグリーン：三陽五郎 - ガッツピンク：石本龍子 | 根性戦隊ガッツマン - Drums：岡本郭男 - E.Bass：長岡道夫 - Guitars：古川望 - Synthesizer Operator：丸尾稔 - Synthesizer Programming,Keyboards＆Conducter：田中公平 - A.Piano：島健 - Percussion：春名禎子 - Strings：篠崎正嗣ストリングズ - Trumpet＆Trombone：数原晋グループ MINE - Synthesizer Manipulator：伯耆弘徳 - Guitars：千代正行 - Other Instruments：長谷部徹 か・い・け・つ みやむーちゃん - Synthesizer Programming,Keyboards＆Guitars：保刈久明 - Synthesizer Operator：坂元俊介 - Background Vocal＆Chorus：新居昭乃 bliss of life～人生における精神的な至福～ - Drums：熊丸久徳 - E.Bass：宗秀治 - Synthesizer Programming,Keyboards＆Guitars：保刈久明 - Synthesizer Operator：坂元俊介 - Flute：平原智 - Background Vocal：宮村優子 - Chorus：新居昭乃・保刈久明 恋をするなら（New Version） - Synthesizer Programming＆Keyboards：髙浪敬太郎 - Synthesizer Operator：坂元俊介 - Guitars：斎藤誠 - Cello：四家卯大 - Background Vocal＆Chorus：前田康美・酒井利衣子 HELLO, STRANGE DAYS - Drums：熊丸久徳 - E.Bass：宗秀治 - Guitars：保刈久明 - Synthesizer Operator：坂元俊介 - Chorus：新居昭乃 おやすみなさい。 - A.Piano：小泉信彦 |